# パトリック・サーテイン2世
- パトリック・サータン2世

パトリック・フランク・サーテイン2世（Patrick Frank Surtain II 2000年4月14日- ）は、フロリダ州プランテーション出身のアメリカンフットボール選手。ポジションはコーナーバック。NFLのデンバー・ブロンコスに所属している。父親のパトリック・サーテインはプロボウルに3回選出されたNFL選手である。

## 経歴

### プロ入りまで
5歳の時から父親の手ほどきを受け、アメリカンヘリテージ高校時代は、父親がヘッドコーチのチームは15戦無敗でシーズンを終えたこともある。
高校の最終学年に247Sports.com から全米4位、コーナーバックとしては全米1位の評価を受けた彼は、ミシガン大学、フロリダ大学、フロリダ州立大学、クレムゾン大学、アラバマ大学、ルイジアナ州立大学、オハイオ州立大学からリクルーティングを受けた彼は、アラバマ大学に進学した。
1年次の2018年には12試合に先発出場した。この年チームは全米タイトルゲームまで進出した。
2年次の2019年には全13試合に先発し、3ファンブルフォース、2インターセプト、1ファンブルリカバーをあげた。
2020年シーズン開幕前にオールアメリカンのいくつもの賞候補となった。この年全13試合に先発出場した彼はオールアメリカンファーストチーム及びサウスイースタン・カンファレンスの最優秀守備選手に選ばれた。
チームはローズボウルを制したが彼はその試合で最優秀守備選手に選ばれた。

### デンバー・ブロンコス
2021年のNFLドラフト1巡目全体9位でデンバー・ブロンコスに指名された。ブロンコスが守備選手をドラフト1巡で選ぶのは2018年に全体5位でブラッドリー・チャブを指名して以来で、ディフェンスバックの選手に限定すると2014年のブラッドリー・ロビー以来のことである。
同年5月18日、4年2090万ドルの契約を結んだ。
2022年のプロボウルに選ばれた。
2024年9月4日、ブロンコスと7,750万ドルの保証を含む4年9,600万ドルの契約延長に合意した。シーズンでは各試合でカバーした選手に50レシービングヤード以上を与えないなどの活躍を見せ、3年連続のプロボウル、2年ぶりのオールプロ1stチームに選出されたほか、ディフェンシブバックとしては史上2人目となるNFL最優秀守備選手賞に選ばれた。